# 罗宾·雷格尔
罗宾·雷格尔（英語：Robyn Regehr，1980年4月19日—），加拿大男子冰球运动员，场上位置是后卫。他曾代表加拿大国家队参加2006年冬季奥林匹克运动会冰球比赛，获得第七名。